# Подволочье (Пыжугский сельсовет)
Подволочье — деревня в Кичменгско-Городецком районе Вологодской области.
Входит в состав Кичменгского сельского поселения, с точки зрения административно-территориального деления — в Пыжугский сельсовет.
Расстояние до районного центра Кичменгского Городка по автодороге составляет 11 км. Ближайшие населённые пункты — Подгорка, Жуково, Засосенье.
Население по данным переписи 2002 года — 49 человек (24 мужчины, 25 женщин). Преобладающая национальность — русские (98 %).